# Holubia
Holubia, monotipski biljni iz porodice sezamovki. Jedina vrsta je  H. saccata, iz Zimbabvea; Mozambika; Bocvane; Južne Afrike (Limpopo, Sjeverozapadna Provincija, Mpumalanga)

## Etimologija
Ime roda dano je u čast dr. Emila Holuba (1847.-1902.), češkog pisca, liječnika, prirodoslovca i istraživača južne Afrike.

## Opis
Uspravna jednogodišnja (ponekad dvogodišnja zeljasta biljka). Stabljika do 75 cm, četvrtasta. Lišće nasuprotno; lamina ± sukulentna, okrugla do jajasta. Cvjetovi pojedinačni, žutozeleni do bijeli; vjenčić s velikom bazalnom ostrugom. Prašnika 4. ovarij 2-lokularan. Plod neraspadajući s 4 krila.